# Firmin Flamand
Pour les articles homonymes, voir Flamand.
Firmin Flamand est un archer belge.

## Biographie
Firmin Flamand est sacré double champion olympique aux Jeux olympiques d'été de 1920 se déroulant à Anvers, terminant premier aux épreuves par équipes de tir à la perche aux grands et petits oiseaux. Il remporte la médaille de bronze dans l'épreuve individuelle de tir à la perche aux grands oiseaux et se classe cinquième de celle aux petits oiseaux.